# 刘崧生
刘崧生（1920年—1994年），男，江苏无锡人，中国农业经济管理学家，曾任南京农业大学教授、博士生导师。